# WarBreeds
WarBreeds [wɔː(r) ˈbriːdz]IPA, realtime strategickou videohru, vyvinulo studio Red Orb Entertainment a roku 1998 vydal Broderbund. Děj se odehrává v daleké galaxii, kde Yedda, humanoidní obojživelné plémě, vymřelo v důsledku hladomoru, nemocí a občanské války; zbylo po něm čtvero ras bývalých služebníků, jejichž klany navzájem soupeří o planetární nadvládu. Hra umožňuje tvorbu bojových jednotek cestou genetického inženýrství, poskytující přes 30 000 jedinečných kombinací.

## Hratelnost
WarBreeds přináší přestřelky (anglicky skirmishes), režim pro více hráčů a kampaně; zná čtyři hratelné strany (z toho dvě v režimu kampaně). S postupem kampaně se k hráči připojuje další strana, rozšiřující schopnosti vlastních jednotek. Hra poskytuje odlišný koncept výstavby jednotek a budov ve srovnání s jinými RTS; hráči umožňuje vytvářet mnoho jednotek a struktur, ale omezuje jej co do jejich množství. Ač ostatní strategické hry používají jednotky k získávání zdrojů jako je potrava, zlato, tibérium atd., zdroje ve WarBreeds jsou sklízeny budovami konstantní rychlostí z okolí těchto budov. Hráč též naráží na zastropované množství jednotek, které je mu dovoleno vytvořit. Hlavním herním faktorem je schopnost odebírat DNA z mrtvých nepřátel za účelem získání jejich technologií; zde jde o stálou, zásadní součást hry.

### Klany
Ve videohře jsou čtyři hratelné klany, z nichž každý má sobě vlastní charakteristiky. Každá rasa má krom svého šamana (pro stavební a technologické aktivity, nezbytné k pěstování plodin a vytváření struktur) ještě čtyři jednotky. Prostředí hry prozrazuje, že rasy Tanu, Kelika a Sen-Soth byli stvořeni jako služebníci Yeddy, prvních rozumných obyvatel planety Aeolia; pak se však skupina náboženských reakcionářů z Yeddy pokusila, na základě proroctví, vytvořit rasu válečníků Magha'Re. Ta se ukázala být příliš vražednou a Yeddu téměř vyhubila. Tři služebné rasy technologicky rychle srovnaly s Yeddou krok, čímž prokázaly vyšší úroveň inteligence, než jejich tvůrci zamýšleli; staly se takto životaschopnými soupeři Magha v následné válce všech proti všem.

## Přijetí
Z recenzí na agregátoru GameRankings vyplývá, že WarBreeds obdržely smíšené hodnocení.
| Agregátor    | Skóre |
| ------------ | ----- |
| GameRankings | 62 %  |

| Udělil          | Skóre  |
| --------------- | ------ |
| CNET Gamecenter | 4/10   |
| CGSP            | [ 6 ]  |
| CGW             | [ 7 ]  |
| GameSpot        | 6.6/10 |
| GameStar        | 32 %   |
| Hyper           | 63 %   |
| PC Gamer (US)   | 50 %   |
| PC PowerPlay    | 54 %   |
| PC Zone         | 80 %   |